# Лептогенезис
У фізичній космології лептонгенезисом в загальному називають фізичний процес що спродукував асиметрію між лептонами і антилептонами в ранньому Всесвіті, в результаті чого, лептонів стало більше ніж антилептонів. Аналогічний процес для баріонів має назву баріогенезис.
З цим процесом пов'язане одне з досі нерозв'язаних питань фізики: "Чому в нашому Всесвіті більше матерії, а не антиматерії?. В Стандартній моделі елементарних частинок всі реакції є обмеженими законом збереження, 
| γ  | + | γ  | → | e−  | + | e+  | (Народження пар) |
| μ− | → | e− | + | ν e | + | ν μ | (Розпад мюона)   |
| n  | → | p  | + | e−  | + | ν e | (Бета-розпад)    |

Тому народження лептонів самих по собі не можливе - лише в парі з античастинками. Сучасна теорія лептогенезису передбачає, що останній був згенерований в ранньому Всесвіті період температур порядку 100 GeV в рамках розширення Стандартної моделі - {\displaystyle \nu MSM}, в якій присутній стерильні важкі майоранівські нейтрино, що розпадаючись порушуюсь закон збереження лептонного числа . Такі нерівноважні процеси здатні згенерувати лептонну асиметрію, яка потім породить і баріонну асиметрію через т.зв. сфалеронні переходи.